# 长春科技大学

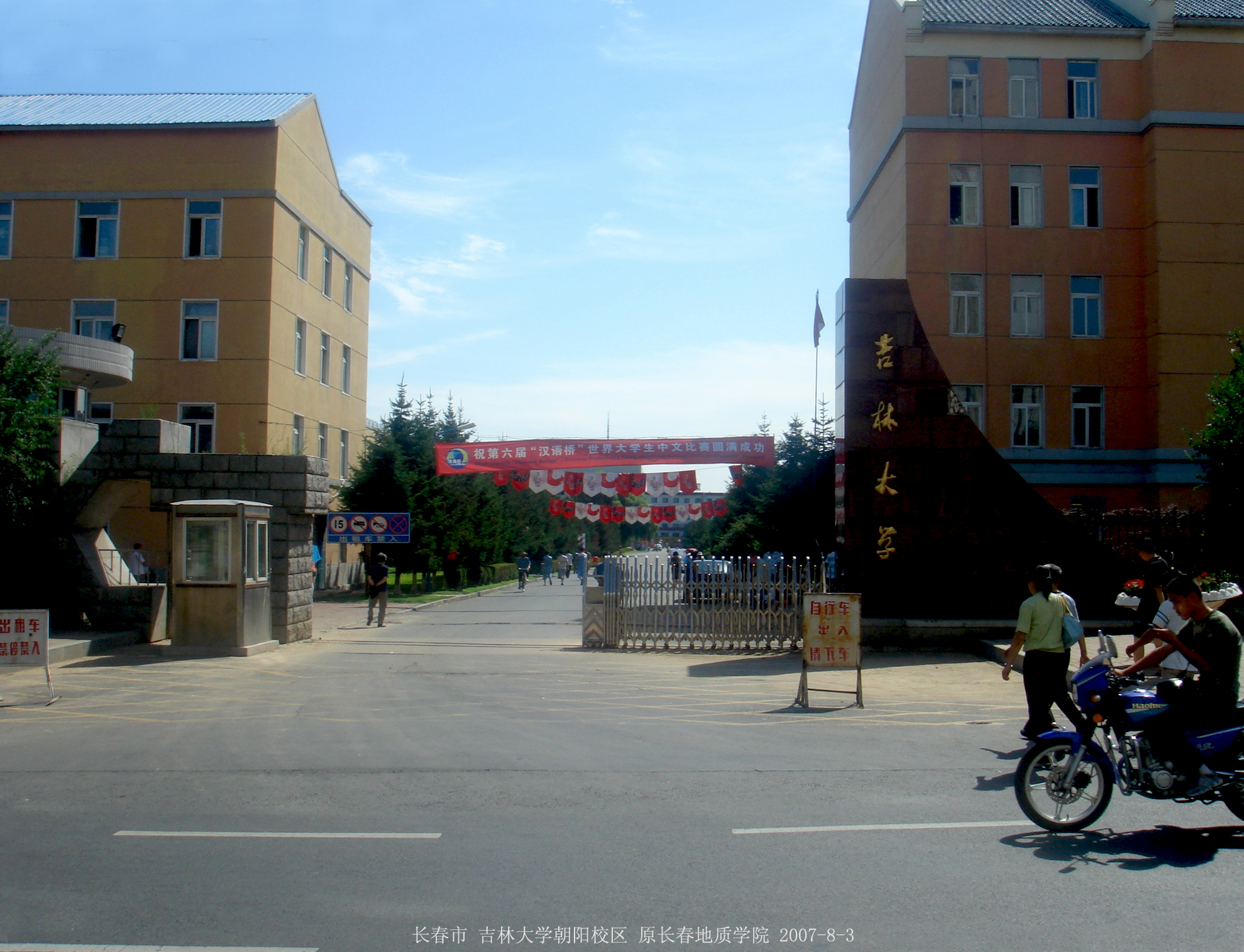
校园西门（2007年）

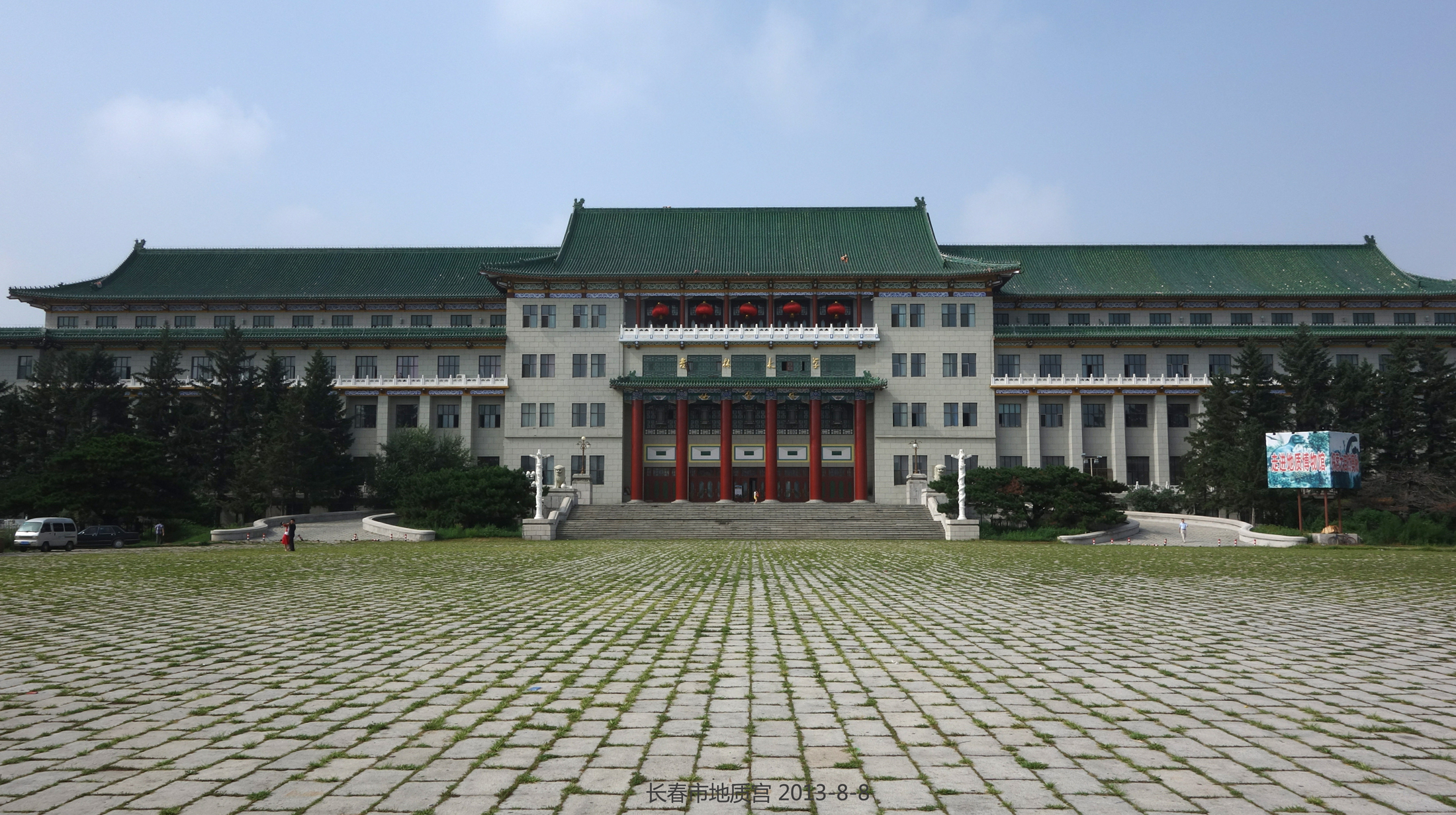
长春地质宫为原东北地质学院主楼

长春科技大学是一所已不存在的大学，现已并入吉林大学，校园现称吉林大学朝阳校区。

## 校史
原长春科技大学的前身是创建于1951年8月30日的长春地质专科学校。1952年院系调整时，东北地质专科学校、山东大学地质矿物学系及东北工学院物理系一部分合并，成立东北地质学院。1958年东北地质学院更名为长春地质学院。1997年长春地质学院更名为长春科技大学。
2000年6月12日长春科技大学与原吉林大学、吉林工业大学、白求恩医科大学、长春邮电学院合并组建新的吉林大学，原长春科技大学校园改称吉林大学朝阳校区。原《长春科技大学学报》于2002年更名为《吉林大学学报（地球科学版）》，英文校名“Changchun University of Science and Technology”也于2002年改用于由长春光机学院更名而来的长春理工大学。

## 历任领导[3]

### 东北地质专科学校
- 李四光（校长）

### 东北地质学院
- 文士桢（院长）
- 汪小川（代院长）

### 长春地质勘探学院
- 喻德渊（代院长）

### 长春地质学院
- 喻德渊（代院长、院长）
- 金九思（革委会主任）
- 张德（革委会主任）
- 杨岚（革委会主任）
- 方欣甫（革委会主任）
- 陆锦（革委会主任）
- 董申保（院长）
- 张贻侠（院长）
- 孙运生（院长）

### 长春科技大学
- 孙运生（校长）

## 知名校友
- 林学钰，中国科学院院士。
- 李廷栋，中国科学院院士，长春科技大学名誉校长。
- 滕吉文，中国科学院院士。
- 俞建章，中国科学院学部委员。
- 宋彬彬，文化大革命時期的紅衛兵，現已歸化為美國公民。